# Le Légataire universel (film, 1909)
Pour les articles homonymes, voir Le Légataire universel (homonymie).
Pour plus de détails, voir Fiche technique et Distribution.
Le Légataire universel est un film muet français réalisé par André Calmettes, sorti en 1909.
Le film est une adaptation de la pièce de théâtre en cinq actes et en vers de Jean-François Regnard Le Légataire universel représentée pour la première fois le lundi 9 janvier 1708, au Théâtre-Français, à Paris.

## Fiche technique
- Titre : Le Légataire universel
- Réalisation : André Calmettes
- Scénario : Paul Gavault, d'après la pièce de théâtre Le Légataire universel  de Jean-François Regnard (1708)
- Photographie :
- Affiche : Adrien Barrère[1]
- Montage :
- Société de production : Le Film d'art
- Société de distribution : Pathé Frères
- Pays d'origine :  France
- Langue : film muet avec les Intertitres en français
- Métrage : 350 mètres
- Format : Noir et blanc — 35 mm — 1,33:1 — Muet
- Genre :  Comédie
- Durée : 11 minutes et 30 secondes
- Dates de sortie : 
  - France : décembre 1909

## Distribution
- Théophile Barral
- Amélie Diéterle
- Pierre Palau
- Léonie Richard
- Jules Mondos